# موسيقى مارونية
الموسيقى المارونية هي الموسيقى الليتورجية من تراتيل وترانيم وألحان تستخدم في الكنيسة المارونية للقداس أو للصلاة الفردية. وهي متحدرة من مجموعة أصول متعددة أهمها يهودية وأنطاكية وبزنطية.

## التراتيل المارونية، أصولها وتطورها
ترتبط أصول تراتيل الكنيسة المارونية ارتباطًا وثيقًا بأصول الكنيسة الأنطاكية، الوريثة المباشرة لأورشليم. ولدت أول جماعة مسيحية أنطاكية في بيئة يهودية. استوحت هذه الجماعة، المرتبطة ارتباطًا وثيقًا بالكنيس، من صلاته الجماعية للتقاليد اليهودية: قراءات العهد القديم التي أضيفت إليها مقتطفات من العهد الجديد، ترانيم المزامير، والنشيد التوراتي. لكن سرعان ما خرجت الكنيسة من سياقها اليهودي وتطورت وفقًا لوضعها الثقافي الخاص.
ولدت تقاليد جديدة، ألهمت علماء التراتيل أغنوا الكنيسة، إما بتبني ألحان وأشكال مستوحاة من التقاليد اليهودية، مثل المزامير، أو من التراتيل الشعبية، أو من خلال تأليف ألحان وأشكال جديدة. في القرن 1، وُجدت آثارًا لهذه الأشكال، على سبيل المثال في رسائل القديس بولس أو في كتابات أخرى من العهد الجديد.
شهد التقليد الأنطاكي، المتشابك مع التأثيرات الرومانية والبيزنطية واليهودية، ولادة عنصر جديد في القرن 4: تراتيل الرها السريانية التي يمثلها بشكل خاص القديس أفرام السرياني (306-373).
كما يقول القديس أفرام، في وقت مبكر من القرن 2، قام برديصان (154-222) بتأليف تراتيل نشر من خلالها أفكاره ومذاهبه؛ حرص هارمونيوس، ابنه، على إعطائهم ألحانًا جميلة قام بتأليفها أو تكييفها من مرجع أقدم. تم تأليف النصوص والألحان بشكل جيد لدرجة أنها أسعدت المستمعين وحرفتهم عن العقيدة الأرثوذكسية.
عندما رأى القديس أفرام ذوق سكان الرها للتراتيل، أقام مقابل الألعاب والرقصات للشباب. أسس جوقات العذارى التي كان لها تراتيل مقسمة إلى مقطوعات وجوقات. وضع في هذه الترانيم أفكارًا دقيقة وإرشادات روحية عن الميلاد، المعمودية، الصوم، أعمال المسيح، الآلام، القيامة والصعود، وكذلك عن الإعتراف، والتوبة، والموت. تجتمع العذارى يوم الأحد، في الأعياد الكبرى وإحياء ذكرى الشهداء؛ ووقف، مثل الأب، في الوسط، يرافقهم بالقيثارة. قام بتقسيمهم إلى جوقات تناوب الألحان وعلمهم الألحان الموسيقية المختلفة حتى اجتمعت المدينة كلها حوله وشعر الخصوم بالعار واختفاء.
ترك القديس أفرام مؤلفات كبيرة باللغة السريانية. عالم لاهوت وشاعر، استخدم بلح البحر الشعري لنشر الأفكار اللاهوتية وتعاليم الكنيسة. يهيمن عمل القديس أفرام على كل التراتيل السريانية، وتشهد الليتورجيا المارونية الحالية على ذلك.
بعد مجمع خلقيدونية (451)، تم قطع بطريركية أنطاكية بواسطة الوحدانيين إلى قسمين: أحدهما خلقيدوني والآخر وحداني (غير خلقيدوني). من القرن 7 إلى 8، انقسم الخلقيدونيون إلى ملكيين وموارنة، وكان يطلق على الوحدانيين اسم السريان الأرثوذكس أو اليعاقبة. ابتعد الملكيون تدريجياً عن تقليد أنطاكية ليتبنوا، من القرن 12، تقليد بيزنطة. بقي الموارنة واليعقوبيون مخلصين لليتورجيا الأنطاكية. لكن كل مجموعة سيكون لها خصوصياتها مع الحفاظ على الروح الأنطاكية.
مع الصليبيين، في القرنين 10 و12، بدأ الموارنة في تبني عادات وطقوس الكنيسة الرومانية. كانت أول محاولة لللاتننة. لكن من خلال إدخال تعديلات على نص الليتورجيا، سعوا في أغلب الأحيان إلى تكييفها مع قواعد الطقوس الأنطاكية القديمة. جرت محاولة ثانية للتحويل إلى اللاتينية في القرن 16 مع المبشرين الغربيين وتأسيس الكلية المارونية في روما (1584-1808).
رغم كل هذه التوجهات نحو التغريب، كان بإمكان الغناء الماروني أن ينقذ خصائصه. علاوة على ذلك، لا نجد أي اسم لملحن ماروني أو أي نسخ موسيقي للتراتيل المارونية التقليدية قبل نهاية القرن 19. بدأت ترجمات أو مؤلفات التراتيل باللغة العربية في النصف الأول من القرن 18، خاصة مع عبد الله قرعلي (1672-1742) وجيرمانوس فرحات (1670-1732)، وفي النصف الثاني من نفس القرن مع يوسف إسطفان (1729-1793)؛ ولكن كان ذلك دائمًا بروح التقليد، مع احترام خصائص التراتيل الليتورجية التقليدية.

## الأشكال والتصنيف
يتكون اللحن السرياني في الغالب من ترنيمة متنوعة للغاية حيث يمكن للمرء أن يميز بين الأشكال التالية:

### قولو
هذه الكلمة تعني صوت، صوت، كلمة؛ إنه نوع من الترنيمة. إنها قصيدة من مقطع أو أكثر، تعطي بدايتها كعنوان لها، ومقياسها ولحنها إلى القصيدة بأكملها، بالإضافة إلى المؤلفات الأخرى التي تعتبر نموذجًا لها. يشير مصطلح «ريشقولو» إلى المقطع القياسي الذي تُقاس فيه وتردد ترانيم الترانيم الأخرى.

### مدروشو
يعني درس، تعليمات. مدروشو هي تراتيل من أقدم فئة من الترانيم الغنائية والتعليمية بأمتار مختلفة. استخدمها القديس أفرام لتعليم العقيدة الصالحة ضدهم هؤلاء من بارديسان والمحايدين دينيًا.

### سوغيتو
يعني لحن، ترتيلة، مشتق من فعل «يغني». هذه هي التراتيل التي لها مظهر شعبي وشخصية درامية. تأخذ شكل الحوار.

### باعوت
يعني صلاة، دعاء، طلب، مشتق من فعل البحث، السؤال، الصلاة. يتم إجراؤه عن طريق التناوب الستروفي بين جوقة.

### صادرو
هذه الكلمة مشتقة من الفعل «يصدر»، «يأمر». يعين سلسلة، ترنيمة. إنها صلاة طويلة في النثر أو الآية.

### مزمورو
يعني المزمور. وظيفتها هي وظيفة المزمور المستجيب. دائما يضع نفسه أمام القراءات.

### انيونو
يعني الجواب. انيونو هي إجابات أو سجع من ترتيل المزامير المستجيبة.

### لحودويو
يعني واحد، فريد. إنها ألحان البخور. هذا النوع من القصيدة يشكل كلًا عضويًا.

## تلاوت التراتيل
في الموسيقى المارونية التقليدية، كما هو الحال في جميع الموسيقى القديمة، يحتل الصوت المرتبة الأولى، وتعمل الآلات على مرافقة الصوت. لهذا السبب، فإن إيقاع الشعر ينظم دائمًا إيقاع الموسيقى. الترتيل الماروني بشكل عام أحادي، وغالبًا ما يكون ترتيبيًا ستروفيًا ومقطعًا. نطاق الألحان محدود: فهي تنطلق بحركة مشتركة، والطريقة من النوع القديم والإيقاع متنوع.

## تقسيم
عند هذه النقطة يمكننا تقسيم المخزون الموسيقي للكنيسة المارونية إلى خمس مجموعات:
1. الترنيمة السريانية المارونية، ألحانها قديمة جداً ونصها باللغة السريانية.
2. التراتيل العربية السريانية المارونية، التي تكون ألحانها من الألحان السريانية المارونية والنصوص مكتوبة باللغة العربية.
3. الألحان مرتجلة.
4. الألحان الأجنبية، هي ألحان شرقية أو غربية مطبقة على النصوص العربية من القرن 18 أو نحو ذلك.
5. الألحان الفردية، ولدت هذه المجموعة في نهاية القرن 19. تقدم تشكيلة واسعة جدًا.

## اللغة المستخدمة
على الصعيد اللغوي، يتكلم الموارنة السريانية التي كانت لغة المنطقة الرسمية حتى الدخول العربي في القرن 7. منذ القرن 7، أصبحت اللغة السريانية تتنافس مع اللغة العربية، وانتهى الأمر باستبدالها في البلدان التي سادتها اللغة . ولد تقاطع هاتين اللغتين في لبنان ما يسمى باللهجة اللبنانية.
وهكذا كانت اللغة الليتورجية للموارنة هي السريانية حتى القرن 16. منذ ذلك الحين، أضيفت اللغة العربية إلى النصوص الليتورجية.

## الكتب الموسيقية
في 12 حزيران 2008، أصدرت البطريركية المارونية «كتاب التراتيل المارونية (بحسب طقس الكنيسة الأنطاكية السريانية المارونية)» من اعداد اللجنة البطريركية للشؤون الطقسية (لجنة الموسيقى الفرعية). يحتوي الكتاب على مجموعة من 484 لحن وترتيلة مارونية.